# John Deacon
John Richard Deacon (Leicester, 1951. augusztus 19.–) brit zenész, a Queen rockegyüttes basszusgitárosa volt. Az együttes négy tagja közül Deacon volt a legfiatalabb, ő csatlakozott a legkésőbb a zenekarhoz, és ő is írta a legkevesebb dalt. Ennek ellenére társaihoz hasonlóan több nagy sikerű dalt írt: You’re My Best Friend, Another One Bites the Dust és I Want to Break Free. Alkalmanként ritmus és akusztikus gitáron, valamint billentyűsökön is játszott.
Az 1990-es évek végén visszavonult a zenei üzletből, a Queen + Paul Rodgers koprodukcióban sem vesz részt.

## Életrajza
1965-ben, a középiskolában alapította meg az első zenekarát, a The Oppositiont[forrás?]. Először ritmusgitáron játszott, majd miután az eredetit kirúgták, átvette a basszusgitáros helyét. Négyévnyi közös zenélés után 1969-ben elhagyta a zenekart, hogy a Chelsea College-ben tanulhasson.
Bár az erősítőjét és a basszusgitárját otthon hagyta, hogy az elektronikai tanulmányaira összpontosíthasson, kevesebb, mint egy év után újra a zenélés gondolata foglalkoztatta. Pont ez időben történt, hogy Brian May, Freddie Mercury és Roger Taylor megalapította a Queen együttest, és meghallgatásokat szerveztek basszusgitárost keresve. 1971-ben bemutatták őt Rogernek és Briannek egy diszkóban. Néhány nappal később meghallgatták, és felvették az együttesbe. Állítólag ő volt a hetedik meghallgatott.
Az első albumukon, a Queenen Deacon Johnként szerepelt a neve. Nem sokkal a kibocsátás után kérte, hogy változtassák ezt meg a saját nevére.
A Sheer Heart Attack albumra írta meg a legelső dalát, a Misfire-t, a mely egy könnyed, karibi stílusú mű. Ugyanezen albumon a Stone Cold Crazy dalban a másik három taggal egyetemben megemlítik szerzőként. Az első nagyobb sikerét az ezt követő A Night at the Opera albumon írta meg, ez volt a You’re My Best Friend. Kislemezen is megjelent, és a hetedik helyet érte el az angol slágerlistán. Az együttes egyik legnépszerűbb szerelmes dala lett.
Ő volt az együttes legcsendesebb tagja, és jól értett a pénzforgalomhoz, ezért ő kezelte az együttes pénzügyeit. Mivel elektronikai tanulmányokat végzett, saját maga készített Maynek egy erősítőt, amit Deacy Ampnek neveztek el, és sok felvételen használták, például a Bohemian Rhapsody egyes gitárszólóiban. Az utolsó koncertje az együttessel 1986 augusztus 9-én volt a Knebworth Parkban, Ez volt az utolsó turnéjuk, a Magic Tour befejező állomása. Freddie Mercury 1991 novemberében bekövetkezett halála után Deacon még háromszor lépett fel: 1992. április 20-án a The Freddie Mercury Tribute Concert-en, 1993 szeptember 18-án egy jótékonysági koncerten Roger Taylorral a midhursti Cowdray House-ban, és utoljára 1997 január 17-én a párizsi Bejart Balett megnyitóján. 1997 októberében csatlakozott korábbi bandatársaihoz az utolsó Queen-dal, a No-One but You (Only the Good Die Young) felvételén, amely az egy hónappal később kiadott Queen Rocks albumon szerepelt.
Bár a We Will Rock You musical előkészületeiben még részt vett, végül teljesen visszavonult, még a Queen + Paul Rodgers koncertkörúton sem akart részt venni. A sajtó szerint nem nézte jó szemmel az újkori feldolgozásokat, mint a Robbie Williamsszel közös We Are the Champions-t, a Britney Spears, Beyoncé és Pink közreműködésével készült 2004-es We Will Rock You reklámot.
Feleségével, Veronica Tetzlaffal Londonban él, 1975. január 18. óta házaséletben. Hat gyermekük van: Robert (1975), Michael (1978), Laura (1979), Joshua (1983), Luke (1992) és Cameron (1993).
Néha meglátogatja a Queen rajongói klubot, hogy tartsa a kapcsolatot a rajongókkal, de általában visszavonultan él.
A Sunday Times szerint 2004-ben vagyona 50 millió angol font volt.

## Stílusa
Alapvetően Deacon basszusjátéka a kompozíció egészét szolgálta, hasonlóan általában a rock stílusú basszusgitárosokhoz. Számos Queen-dal a szokásosnál bonyolultabb basszusjátékot tartalmazott, amelyek jól mutatták a stílusát: The Millionaire Waltz, Another One Bites the Dust, I’m Going Slightly Mad. Említésre méltóak azok a dalok, amelyekben a basszusgitár a fő hangszer, és ostinatoszerűen ismétlődnek benne a basszusgitár akkordok: Under Pressure, Another One Bites the Dust, A Kind of Magic. Az 1980-as Another One Bites the Dust (Deacon szerzeménye) a basszuskíséretet vezető motívummá emelő funk-rock dal volt, ennek sikere után zenéjükben előtérbe kerültek a funk stílusú dalok: Dragon Attack, Body Language, Action This Day (érdekes módon több ilyen dalukban azonban szintetizátorral játszották el a basszus szólamot).
Saját elmondása szerint Deaconnak nincs jó énekhangja, ezért ritkán hallani énekelni a felvételeken. Az albumborítókon sosem jelölték az énekes közreműködéseit, de különféle nyilatkozatokból (például Roy Thomas Baker producer közléseiből) kiderült, hogy elvétve hallható a hangja a felvételeken, bár jobbára akkor is eltűnt a kórusban. A koncertek felvételein később kivágták a háttérvokálját.
A basszusgitáron felül játszott elektromos gitáron (Another One Bites the Dust, Misfire), ritmusgitáron (Staying Power, Back Chat), nagybőgőn (’39), elektromos zongorán (You’re My Best Friend), valamint akusztikus gitáron (Who Needs You).

## Hangszerek
- Fender Precision Bass (Duplicate)
- Fender Precision Bass (Fretless)
- Rickenbacker 4001
- Fender Jazz Bass
- Kramer DMZ 4001
- Warwick Buzzard Bass
- Wal MK II Bass